# (38816) 2000 RZ73
2000 RZ73 (asteroide 38816) é um asteroide da cintura principal. Possui uma excentricidade de 0.22737860 e uma inclinação de 0.18602º.
Este asteroide foi descoberto no dia 2 de setembro de 2000 por LINEAR em Socorro.